# Karolie
Karolie (Carolliinae) – monotypowa podrodzina ssaków z rodziny liścionosowatych (Phyllostomidae).

## Rozmieszczenie geograficzne
Podrodzina obejmuje gatunki występujące od Meksyku przez Amerykę Centralną i Południową do północnej Argentyny.

## Morfologia
Długość ciała (bez ogona) 48–79 mm, długość ogona 5–16 mm, długość ucha 11–22 mm, długość tylnej stopy 8–17 mm, długość przedramienia 33,7–45 mm; masa ciała 11–25 g.

## Systematyka
Rodzaj zdefiniował w 1924 roku botanik i zoolog Gerrit Smith Miller w artykule zatytułowanym Lista najnowszych ssaków Ameryki Północnej, opublikowanym w czasopiśmie „Bulletin of the United States National Museum”. Gatunkiem typowym jest (oznaczenie monotypowe) karolia okularowa (C. perspicillata).

### Etymologia
- Carollia: łac. Carollia ‘Karol’; prawdopodobnie uhonorowanie Charlesa-Luciena Bonapartego (1803–1857), francuskiego zoologa i ornitologa[12].
- Hemiderma: gr. ἡμι- hēmi- ‘pół-’, od ἡμισυς hēmisus ‘połowa’; δερμα derma, δερματος dermatos ‘skóra’[13]. Gatunek typowy (oznaczenie monotypowe): Phyllostoma brevicaudum H.R. Schinz, 1821.
- Rhinops: gr. ῥις rhis, ῥινος rhinos ‘nos’; ωψ ōps, ωπος ōpos ‘twarz’[14]. Gatunek typowy (oznaczenie monotypowe): Rhinops minor J.E. Gray, 1866 (= Phyllostoma brevicaudum H.R. Schinz, 1821).

### Podział systematyczny
Do podrodziny należy jeden rodzaj karolia (Carollia) z ośmioma gatunkami:
| Grafika | Gatunek                 | Autor i rok opisu                        | Nazwa zwyczajowa            | Podgatunki         | Rozmieszczenie geograficzne | Podstawowe wymiary                                             | Status IUCN |
| ------- | ----------------------- | ---------------------------------------- | --------------------------- | ------------------ | --- | -------------------------------------------------------------- | ----------- |
|         | Carollia benkeithi      | Solari & R.J. Baker, 2006                | karolia amazońska           | gatunek monotypowy | nizinne lasy w zachodniej Brazylii, wschodnim Peru i północnej Boliwii, na południe od rzeki Amazonka; zakres wysokości: do 1000 m n.p.m. | DC: 5,2–5,8 cm DO: 0,5–1,4 cm DP: 3,4–3,7 cm MC: 11–16 g       | LC          |
|         | Carollia castanea       | H. Allen, 1890                           | karolia kasztanowa          | gatunek monotypowy | od zachodniego Hondurasu na południe do Kolumbii, Wenezueli, Gujany, Ekwadoru i północnego Peru, na północ od rzeki Amazonka; zakres wysokości: do 1000 m n.p.m.                                                                                               | DC: 4,8–6 cm DO: 0,7–1,4 cm DP: 3,4–3,8 cm MC: 11–16 g         | LC          |
|         | Carollia subrufa        | (W.L. Hahn, 1905)                        | karolia szarawa             | gatunek monotypowy | pacyficzne zbocza od Jalisco (zachodni Meksyk) do północno-zachodniej Kostaryki; zakres wysokości: 0–1200 m n.p.m. | DC: 5,6–7,8 cm DO: 0,5–1,5 cm DP: 3,4–4 cm MC: około 18 g      | LC          |
|         | Carollia manu           | Pacheco, Solari & Velazco, 2004          | karolia peruwiańska         | gatunek monotypowy | południowo-wschodnie Peru (Madre de Dios, Cuzco i Puno) oraz zachodnia i środkowa Boliwia (La Paz); zakres wysokości: 1300–2250 m n.p.m. | DC: 5,9–6,6 cm DO: 0,7–1 cm DP: 4,1–4,4 cm MC: 17–21 g         | LC          |
|         | Carollia sowelli        | R.J. Baker, Solari & F.G. Hoffmann, 2002 | karolia środkowoamerykańska | gatunek monotypowy | Meksyk (zbocza Zatoki Meksykańskiej od San Luis Potosí i północnego Veracruz do półwyspu Jukatan, Oaxaca i Chiapas), na południe do zachodniej Panamy; zakres wysokości: 0–2400 m n.p.m.                                                                       | DC: 6–7,9 cm DO: 0,7–1,4 cm DP: 3,7–4,2 cm MC: 12–21 g         | LC          |
|         | Carollia brevicauda     | (H.R. Schinz, 1821)                      | karolia jedwabista          | gatunek monotypowy | środkowa Panama (Park Narodowy Altos de Campana) na południe do Peru, północnej Boliwii i południowo-wschodniej Brazylii; zakres wysokości: do 2400 m n.p.m.                                                                                                   | DC: 4,8–5,9 cm DO: 0,6–1,2 cm DP: 3,4–4,1 cm MC: 11–15 g       | LC          |
|         | Carollia monohernandezi | J. Muñoz, Cuartas & M. González, 2004    | karolia leśna               | gatunek monotypowy | endemit Kolumbii: znany tylko z miejsca typowego w Florencii (Caquetá); zakres wysokości: około 1200 m n.p.m. | DC: około 5 cm DO: około 1,1 cm DP: około 4 cm MC: brak danych | DD          |
|         | Carollia perspicillata  | (Linnaeus, 1758)                         | karolia okularowa           | 3 podgatunki       | od północno-wschodniego Meksyku (południowe Tamaulipas) na południe od Peru, Boliwii, Paragwaju, północnej Argentyny i południowej Brazylii, wyspa Margarita (Wenezuela) oraz Trynidad i Tobago; wątpliwe zapisy z Grenady; zakres wysokości: do 3000 m n.p.m. | DC: 4,8–7 cm DO: 0,8–1,6 cm DP: 4,1–4,5 cm MC: 15–25 g         | LC          |

Kategorie IUCN:  LC  – gatunek najmniejszej troski,  DD  – gatunki o nieokreślonym stopniu zagrożenia.